# Wohlenhausen (Marklohe)
Wohlenhausen ist ein Ortsteil der Gemeinde Marklohe im niedersächsischen Landkreis Nienburg/Weser. Der Ort liegt nördlich in geringer Entfernung des gemeinsamen Abschnittes von B 6 und B 214. Am 1. März 1974 wurde Wohlenhausen in die Gemeinde Marklohe eingegliedert.